# Karilakkanahalli, Davanagere
Karilakkanahalli là một làng thuộc tehsil Davanagere, huyện Davanagere, bang Karnataka, Ấn Độ.